# Peter Ulrich
Peter Ulrich (ur. 1958 w Perivale (London Borough of Ealing)) – brytyjski perkusista, multiinstrumentalista i kompozytor. Najbardziej znany ze współpracy z zespołem Dead Can Dance (1983–1990, 1995). 

## Życiorys i twórczość

### Lata 60. i 70.
Peter Ulrich urodził się w 1958 roku w Perivale, w zachodniej części Londynu. Uczęszczał przez kilka lat do szkoły fortepianowej ale nigdy nie wykazywał szczególnej zdolności do nauki muzyki w szkole. Przełom nastąpił, kiedy miał około 10 lat – dostał wówczas od dziadków, którzy wrócili z wakacji w Ameryce Południowej, parę bongosów. Zainteresował się wówczas afrykańską muzyką perkusyjną, a także nauczył się grać na perkusji. Opanował również podstawowe zasady gry na gitarze akustycznej. Jako nastolatek słuchał nagrań takich wykonawców jak: The Beatles, The Rolling Stones, The Who, Bob Dylan, Elvis Presley oraz artystów Tamla Motown i innych. Dzięki rodzicom, którzy namiętnie słuchali radia, zetknął się z muzyką poważną. W latach 70. poszerzył swoje zainteresowania o muzykę takich artystów jak: David Bowie, Deep Purple, Genesis (wyłącznie z Peterem Gabrielem), Pink Floyd, Nektar, Caravan i Man.

### Lata 80.
Po ukończeniu studiów i osiedleniu się we wschodnim Londynie w 1981 roku rozpoczął występy w jednym z lokalnych zespołów. W tym samym czasie odkrył Joy Division oraz muzykę spod znaku WOMAD. Pod koniec 1982 roku spotkał Brendana Perry’ego i Lisę Gerrard i po raz pierwszy usłyszał muzykę, którą oboje tworzyli jako Dead Can Dance. Zainteresowało go brzmienie i dynamika tej muzyki. Gdy Perry i Gerrard zaprosili go do zespołu, skorzystał z okazji. Dołączył do zespołu w 1983 roku. Wziął udział w nagraniu EP-ki Garden of the Arcane Delights oraz albumu Within the Realm of a Dying Sun. W zespole grał na instrumentach perkusyjnych i perkusji. W 1986 roku skomponował i nagrał perkusyjny utwór „At First, And Then”, który Ivo Watts-Russell postanowił włączyć do drugiego albumu This Mortal Coil, Filigree & Shadow. Współpracował również z Michaelem Brookiem i zespołem The Wolfgang Press grając na instrumentach perkusyjnych. 

### Lata 90.
Zobowiązania rodzinne w związku z narodzinami drugiej córki w kwietniu 1991 roku sprawiły, iż musiał przerwać występy z Dead Can Dance. Mimo to w 1995 roku został zaproszony do Irlandii, aby wziąć udział we wstępnej sesji nagraniowej albumu Spiritchaser, w trakcie której Brendan Perry zaoferował mu możliwość nagrania materiału dla jego solowego albumu w Quivvy Studio. Sesje te miały miejsce na początku roku 1997. Debiutancki album Ulricha, zatytułowany Pathways and Dawns, został wydany w sierpniu 1999 roku. Wykazuje on wpływy muzyki średniowiecznej, etnicznej i ludowej, rozwinięte poprzez użycie instrumentów elektronicznych. Sześć spośród ośmiu utworów zaaranżował, nagrał i wyprodukował Brendan Perry.

### XXI wiek
Drugi solowy album artysty, Enter The Mysterium został wydany w marcu 2005 roku. Jest on mroczny i tajemniczy, eksplorujący i wciągający, cechuje go bogate użycie instrumentów średniowiecznych, etnicznych i elektronicznych. Każda piosenka powstała jako opowiadanie w opowiadaniu. Motywy literackie Ulrich zaczerpnął z obszernej kolekcji bibliotecznej angielskiego astrologa Johna Dee. W utworze „Through These Eyes” po raz pierwszy udział wzięły obie córki artysty. Poza książkami Johna Dee inspiracji do nagrania albumu dostarczyła mu w 2001 roku Belinda Sykes, śpiewaczka i kompozytorka, profesor pieśni średniowiecznej oraz autorytet w dziedzinie muzyki arabskiej.
Na początku 2014 roku ukazał się trzeci album artysty, The Painted Caravan (firmowany jako Peter Ulrich Collaboration). Przy jego nagrywaniu wykorzystał on największy, jak dotąd, zestaw instrumentów perkusyjnych, w tym talerzy. Wśród bębnów znalazły się: darbuka, djembe, bongosy, tabla, talking drum, bęben Majów, chiński bęben drzewny i różne bębny obręczowe, które, w połączeniu z innymi instrumentami, nadały odrębne brzmienie każdemu z 12 utworów.